# Emeiacris
Emeiacris is een geslacht van rechtvleugeligen uit de familie veldsprinkhanen (Acrididae). De wetenschappelijke naam van dit geslacht is voor het eerst geldig gepubliceerd in 1981 door Zheng.

## Soorten
Het geslacht Emeiacris omvat de volgende soorten:
- Emeiacris exiensis Wang, 1995
- Emeiacris furcula Zheng & Shi, 2006
- Emeiacris maculata Zheng, 1981